# Vaszilij Iljics Litkin
Vaszilij Iljics Litkin vagy Illja Vasz (oroszul: Василий Ильич Лыткин, komi nyelven Илля Василей Лыткин, Илля Вась; Tyentyukovo falu, Oroszország, 1895. december 15. (27). – Moszkva, 1981.) komi-szovjet költő, műfordító, finnugor nyelvtudós, bölcsészdoktor. A permi nyelvek kutatója, a komi irodalom egyik megteremtője, a Finn Tudományos Akadémia tagja (1969).

## Életrajzából
Az Uszty-Sziszolszk – mai nevén Sziktivkar – melletti Tyentyukovo faluban, paraszti családban született. A Moszkvai Állami Egyetemen szerzett diplomát 1925-ben, majd egy-egy évet a helsinki és a budapesti egyetemen finnugor nyelvészettel foglalkozott
1930–1933 között a moszkvai egyetem docense volt és egyik első tanára az 1932-ben megnyílt Komi Tanárképző Főiskolának. 1933-ban letartóztatták. Öt év kényszermunkára ítélték, amit egy távol-keleti munkatáborban töltött le. 1956-ban rehabilitálták. 
Az ország több felsőoktatási intézményében is dolgozott, intenzív oktatói és kutatótevékenységet folytatott. Az ópermi nyelvről írott munkájával bölcsészdoktori címet szerzett (1946).  Tíz éven át, 1961–1971 között Szovjet Tudományos Akadémia Nyelvtudományi Intézete Finnugor Szekciójának volt vezetője, innen ment nyugdíjba.

## Munkássága
Első verseit 1918-ban publikálta. Gyerekverseket, verses meséket, lírai verseket és elbeszélő költeményeket egyaránt írt. 1926-ban látott napvilágot az általa szerkesztett, irodalomtörténeti bevezetővel is ellátott Komi írók („Komi gižisjas”) című antológia. A következő évben adták ki a polgárháború komiföldi eseményeiről szóló poémáját. Összesen 13 verseskötete jelent meg, köztük a legjelentősebbnek tartott Versek („Kivburjas”, 1929). Petőfi Sándor, Puskin, Tyutcsev, Majakovszkij és mások verseit fordította komi nyelvre; a Kalevala fordítását is tervezte, de ebből csak egy kis részlet készült el. 
Az irodalmi és irodalomszervezői munka mellett pályáján egyre inkább a tudományos tevékenység került előtérbe. Főként a permi nyelvek történetével, a komi nyelv egyes kérdéseivel és a korabeli permi nyelvjárások kutatásával foglalkozott. A komin kívül négy nyelven, köztük magyarul is publikált, összesen több mint 300 tanulmánya és tudományos cikke ismert. Önállóan vagy társszerzőként tankönyveket, nyelvtanokat írt, szótárakat szerkesztett, köztük Komi–orosz szótárt (1961) és A komi nyelv rövid etimológiai szótárát (1970, társszerző Je. Sz. Guljajev). 